# António Mendes
António da Silva Mendes (Lisbona, 18 ottobre 1937 – Guimarães, 27 febbraio 2019) è stato un calciatore portoghese, di ruolo attaccante.

## Carriera
Con il Benfica vinse il campionato portoghese nel 1960 e nel 1961, la Coppa di Portogallo nel 1959 e la Coppa dei Campioni nel 1961.